# Promozione Emilia-Romagna 1985-1986
Nella stagione 1985-1986 la Promozione era sesto livello del calcio italiano (il massimo livello regionale). Qui vi sono le statistiche relative al campionato in Emilia-Romagna.
Il campionato è strutturato in vari gironi all'italiana su base regionale, gestiti dai Comitati Regionali di competenza. Promozioni alla categoria superiore e retrocessioni in quella inferiore non erano sempre omogenee; erano quantificate all'inizio del campionato dal Comitato Regionale secondo le direttive stabilite dalla Lega Nazionale Dilettanti, ma flessibili, in relazione al numero delle società retrocesse dal Campionato Interregionale e perciò, a seconda delle varie situazioni regionali, la fine del campionato poteva avere degli spareggi sia di promozione che di retrocessione.

## Girone A

### Squadre partecipanti
| Squadra                   | Città (provincia)                      |
| ------------------------- | -------------------------------------- |
| U.S. Alfonsine            | Alfonsine (RA)                         |
| S.P. Argentana            | Argenta (FE)                           |
| U.S. Atletico Bidente     | Santa Sofia (FC)                       |
| U.S. Baracca Lugo         | Lugo di Romagna (RA)                   |
| A.C. Bellaria Igea Marina | Bellaria (RN)                          |
| Calcio Castrocaro TDS     | Castrocaro Terme e Terra del Sole (FC) |
| A.S. Cervia               | Cervia (RA)                            |
| U.S. Comacchiese          | Comacchio (FE)                         |
| C.A. Faenza Sez.Calcio    | Faenza (RA)                            |
| A.C. Forlimpopoli         | Forlimpopoli (FC)                      |
| A.C. Fusignano            | Fusignano (RA)                         |
| A.C. Massalombarda        | Massa Lombarda (RA)                    |
| A.C. Ribelle              | Castiglione di Ravenna (RA)            |
| San Marino Calcio         | Repubblica di San Marino (RSM)         |
| S.S. Savignanese          | Savignano sul Rubicone (FC)            |
| Pol. Viserba              | Viserba (RN)                           |

### Classifica finale
|  | Pos. | Squadra              | Pt | G  | V  | N  | P  | GF | GS | DR  |
|  | ---- | -------------------- | -- | -- | -- | -- | -- | -- | -- | --- |
|  | 1.   | San Marino           | 47 | 30 | 21 | 5  | 4  | 47 | 13 | +34 |
|  | 2.   | Argentana            | 40 | 30 | 15 | 10 | 5  | 50 | 23 | +27 |
|  | 3.   | Faenza               | 40 | 30 | 15 | 10 | 5  | 49 | 24 | +25 |
|  | 4.   | Savignanese          | 37 | 30 | 13 | 11 | 6  | 37 | 28 | +9  |
|  | 5.   | Ribelle              | 31 | 30 | 10 | 11 | 9  | 36 | 32 | +4  |
|  | 6.   | Baracca Lugo         | 31 | 30 | 7  | 17 | 6  | 27 | 26 | +1  |
|  | 7.   | Massalombarda (-3)   | 30 | 30 | 10 | 13 | 7  | 40 | 32 | +8  |
|  | 8.   | Atletico Bidente     | 30 | 30 | 8  | 14 | 8  | 40 | 37 | +3  |
|  | 9.   | Fusignano (-3)       | 26 | 30 | 8  | 13 | 9  | 31 | 31 | 0   |
|  | 10.  | Castrocaro T.D.S.    | 26 | 30 | 9  | 8  | 13 | 29 | 35 | -6  |
|  | 11.  | Bellaria Igea Marina | 26 | 30 | 8  | 10 | 12 | 30 | 42 | -12 |
|  | 12.  | Forlimpopoli         | 26 | 30 | 9  | 8  | 13 | 25 | 37 | -12 |
|  | 13.  | Cervia (-3)          | 25 | 30 | 8  | 12 | 10 | 25 | 32 | -7  |
|  | 14.  | Comacchiese          | 24 | 30 | 7  | 10 | 13 | 27 | 39 | -12 |
|  | 15.  | Viserba              | 18 | 30 | 2  | 14 | 14 | 22 | 47 | -25 |
|  | 16.  | Alfonsine (-3)       | 11 | 30 | 5  | 4  | 21 | 22 | 59 | -37 |

- San Marino ammesso alla finale: promossa Interregionale dopo spareggi contro Crevalcore e Viadanese.

## Girone B

### Squadre partecipanti
| Squadra                      | Città (provincia)        |
| ---------------------------- | ------------------------ |
| F.C. Athletic Carpi          | Carpi (MO)               |
| Pol. Bo.Ca. Sparta           | Bologna (BO)             |
| A.C. Castellarano            | Castellarano (RE)        |
| A.C. Castel San Pietro Terme | Castel San Pietro (BO)   |
| U.S. Correggese              | Correggio (RE)           |
| A.C. Crevalcore              | Crevalcore (BO)          |
| F.C. Formigine               | Formigine (MO)           |
| A.C. Imola\|                 | Imola (BO)               |
| S.C. Medicinese              | Medicina (BO)            |
| Pol. Molinella               | Molinella (BO)           |
| Pol. Ozzanese                | Ozzano dell'Emilia (BO)  |
| U.P. Pianorese Giocas        | Pianoro (BO)             |
| U.S. Poggese                 | Poggio Rusco (MN)        |
| A.S. Gsl Saeco Porretta      | Porretta Terme (BO)      |
| U.S. Vignolese               | Vignola (MO)             |
| Pol. Virtus Castelfranco     | Castelfranco Emilia (MO) |

### Classifica finale
|  | Pos. | Squadra                 | Pt | G  | V  | N  | P  | GF | GS | DR  |
|  | ---- | ----------------------- | -- | -- | -- | -- | -- | -- | -- | --- |
|  | 1.   | Crevalcore (-3)         | 46 | 30 | 20 | 9  | 1  | 57 | 14 | +43 |
|  | 2.   | Castel San Pietro Terme | 42 | 30 | 15 | 12 | 3  | 46 | 17 | +29 |
|  | 3.   | Correggese              | 42 | 30 | 15 | 12 | 3  | 42 | 17 | +25 |
|  | 4.   | Virtus Castelfranco     | 36 | 30 | 13 | 10 | 7  | 39 | 29 | +10 |
|  | 5.   | Gsl Saeco Porretta      | 32 | 30 | 10 | 12 | 8  | 27 | 25 | +2  |
|  | 6.   | Formigine               | 31 | 30 | 10 | 11 | 9  | 23 | 23 | 0   |
|  | 7.   | Ozzanese                | 30 | 30 | 5  | 20 | 5  | 29 | 30 | -1  |
|  | 8.   | Pianorese Giocas        | 26 | 30 | 7  | 12 | 11 | 23 | 30 | -7  |
|  | 9.   | Bo.Ca.                  | 26 | 30 | 6  | 14 | 10 | 18 | 31 | -13 |
|  | 10.  | Vignolese               | 25 | 30 | 6  | 13 | 11 | 22 | 23 | -1  |
|  | 11.  | Castellarano            | 25 | 30 | 5  | 15 | 10 | 17 | 26 | -9  |
|  | 12.  | Imola (-3)              | 24 | 30 | 6  | 15 | 9  | 25 | 28 | -3  |
|  | 13.  | Poggese                 | 24 | 30 | 7  | 10 | 13 | 25 | 35 | -10 |
|  | 14.  | Molinella               | 24 | 30 | 5  | 14 | 11 | 20 | 36 | -16 |
|  | 15.  | Medicinese              | 21 | 30 | 4  | 13 | 13 | 21 | 46 | -25 |
|  | 16.  | Athletic Carpi          | 20 | 30 | 4  | 12 | 14 | 23 | 47 | -24 |

- Crevalcore ammesso alla finale: perde spareggi promozione contro San Marino e Viadanese.

## Girone C

### Squadre partecipanti
| Squadra                | Città (provincia)     |
| ---------------------- | --------------------- |
| G.S. Bagnolese         | Bagnolo in Piano (RE) |
| U.S. Brescello         | Brescello (RE)        |
| U.S. Casteldariese     | Castel d'Ario (MN)    |
| U.S. Danilo Martelli   | Castellucchio (MN)    |
| G.S. Fortitudo Fidenza | Fidenza (PR)          |
| A.S. Guastalla         | Guastalla (RE)        |
| A.S. Langhiranese      | Langhirano (PR)       |
| U.S. Montecavolo       | Montecavolo (RE)      |
| U.S. Povigliese        | Poviglio (RE)         |
| U.S. Reggiolo          | Reggiolo (RE)         |
| A.C. Salsomaggiore     | Salsomaggiore Terme   |
| Sporting F.C.          | Reggio Emilia (RE)    |
| Calcio Scandiano Pol.  | Scandiano (RE)        |
| A.S. Termolan Bibbiano | Bibbiano (RE)         |
| U.S. Viadanese         | Viadana (MN)          |
| U.S. Villimpentese     | Villimpenta (MN)      |

### Classifica finale
|  | Pos. | Squadra            | Pt | G  | V  | N  | P  | GF | GS | DR  |
|  | ---- | ------------------ | -- | -- | -- | -- | -- | -- | -- | --- |
|  | 1.   | Viadanese          | 40 | 30 | 15 | 10 | 5  | 45 | 28 | +17 |
|  | 2.   | Salsomaggiore (-1) | 39 | 30 | 15 | 10 | 5  | 42 | 25 | +17 |
|  | 3.   | Reggiolo           | 38 | 30 | 12 | 14 | 4  | 29 | 20 | +9  |
|  | 4.   | Casteldariese      | 36 | 30 | 12 | 12 | 6  | 40 | 26 | +14 |
|  | 5.   | Guastalla          | 32 | 30 | 10 | 12 | 8  | 20 | 20 | 0   |
|  | 6.   | Termolan Bibbiano  | 32 | 30 | 12 | 8  | 10 | 27 | 28 | -1  |
|  | 7.   | Brescello (-1)     | 31 | 30 | 10 | 12 | 8  | 26 | 18 | +8  |
|  | 8.   | Bagnolese          | 31 | 30 | 9  | 13 | 8  | 31 | 27 | +4  |
|  | 9.   | Povigliese         | 29 | 30 | 6  | 17 | 7  | 30 | 34 | -4  |
|  | 10.  | Montecavolo        | 28 | 30 | 7  | 14 | 9  | 27 | 35 | -8  |
|  | 11.  | Scandiano (-3)     | 26 | 30 | 8  | 13 | 9  | 27 | 28 | -1  |
|  | 12.  | Langhiranese       | 25 | 30 | 6  | 13 | 11 | 39 | 44 | -5  |
|  | 13.  | Sporting           | 25 | 30 | 6  | 13 | 11 | 16 | 25 | -9  |
|  | 14.  | Fortitudo Fidenza  | 22 | 30 | 4  | 14 | 12 | 22 | 31 | -9  |
|  | 15.  | Danilo Martelli    | 22 | 30 | 4  | 14 | 12 | 24 | 36 | -12 |
|  | 16.  | Villimpentese      | 19 | 30 | 3  | 13 | 14 | 30 | 50 | -20 |

- Viadanese ammesso alla finale: promossa Interregionale dopo spareggi contro Crevalcore e San Marino.

## Spareggi promozione
- 25-05-1986 Crevalcore-Viadanese 0-0
- 29-05-1986 San Marino-Crevalcore 3-1
- 01-06-1986 Viadanese-San Marino 1-0
- 04-06-1986 Viadanese-Crevalcore 1-0
- 08-06-1986 Crevalcore-San Marino 0-0
- 11-06-1986 San Marino-Viadanese 2-1

### Classifica
- San Marino 5
- Viadanese 5
- Crevalcore 2